# Swimtrekking
Lo swimtrekking (letteralmente: trekking a nuoto) è una disciplina sportiva che rientra nell'ambito delle specialità acquatiche.

## Caratteristiche
L'attività nasce con l'intento di percorrere a nuoto il perimetro delle isole minori, italiane e non solo. Non prevede di norma attraversamenti da isola a isola e solo raramente considera percorsi a nuoto lungo la terraferma che non appartenga a delle isole.
Si pratica di preferenza in mare, ma anche laghi e fiumi sono scenari possibili. Si prediligono le isole che, per configurazione geografica, offrono in ogni circostanza la possibilità di effettuare escursioni lungo un versante ridossato dai venti e meno esposto alla forza del mare: si viaggia/nuota tra i flutti senza allontanarsi mai dalle coste, che restano il punto di riferimento principale. Grande attenzione è riservata all'osservazione di paesaggi marini, sommersi e non.
Si avvale del supporto delle seguenti attrezzature: maschera, boccaglio, pinne, muta (con specifiche caratteristiche tecniche), zaino stagno idrodinamico (il “barchino”, disegnato da Marco Serra). Lo stile più utilizzato è il crawl e prevede brevi apnee.
Non sono previste competizione né sul tempo né sulla distanza, ma quello che si ritiene significativo è il compimento della performance, in accordo all'idea di cimento sportivo.